# 251 (число)
251 (Дві́сті п'ятдеся́т оди́н) — натуральне число між 250 та 252.
- 251-й день у році — 8 вересня (у високосний рік — 7 вересня).

## У математиці
- 251 — є непарним тризначним числом.

- Сума цифр цього числа — 8;
- Добуток цифр цього числа — 10;
- Квадрат числа 251 — 63001;

- - утворене сумою трьох послідовних простих чисел (251 = 79 + 83 + 89);
  - утворене сумою семи послідовних простих чисел (251 = 23 + 29 + 31 + 37 + 41 + 43 + 47)

- 54-е просте число;
- 18-е число Софі Жермен (251 * 2 + 1 = 503, що також є простим числом)[1];
- 15-е триморфне число;
- Належить до послідовності чисел Фібоначчі;
- Належить до двійкової послідовності Морзе-Туе;
- Належить до Гаусових чисел;

## В інших галузях
- 251 рік
- 251 до н. е.
- В Юнікоді 00FB16 — код для символу «Û» (Latin Small Letter U With  Circumflex).

## Цікавинки
- 251 Софія (251 Sophia) — астероїд головного поясу, відкритий 4 жовтня 1885 року Йоганном Палізою;
- Київська спеціалізована школа № 251 ім. Хо Ши Міна з поглибленим вивченням англійської мови[2]